# Attrapez-nous si vous pouvez
Attrapez-nous si vous pouvez (France) ou La Course après du monde (Québec) (Catch 'em If You Can) est le 18e épisode de la saison 15 de la série télévisée d'animation Les Simpson.

## Synopsis
Les Simpson s'apprêtent à partir à Dayton dans l'Ohio pour aller voir l'Oncle Tyron. Mais Lisa et Bart refusent d'y aller et sont gardés par Grand-Père. Homer et Marge décident à l'aéroport de partir à Miami prendre du bon temps sans les enfants.
Lisa et Bart voient à la télévision l'hôtel où devaient être leurs parents, ravagé par une tornade. À ce moment Marge les appelle, disant être bien arrivée à Dayton : méfiant, Bart découvre que l'appel venait en fait d'un hôtel de Miami. S'ensuit une course-poursuite à travers l'Amérique.
Pendant ce temps, le grand-père qui accompagnait les enfants, s'occupe de chercher une riche copine à Miami Beach, sans succès. Finalement, c'est un homme qui l'invite chez lui et commence à le séduire. 
Poursuivis jusqu'aux chutes du Niagara, Homer et Marge se cachent dans une structure gonflable. Voulant s'amuser, ils sautent si fort que la structure se détache et se retrouve dans la rivière. La structure flotte, mais dérive et tombe dans les chutes, desquelles ils sortent sains et saufs.